# Écriture rencong

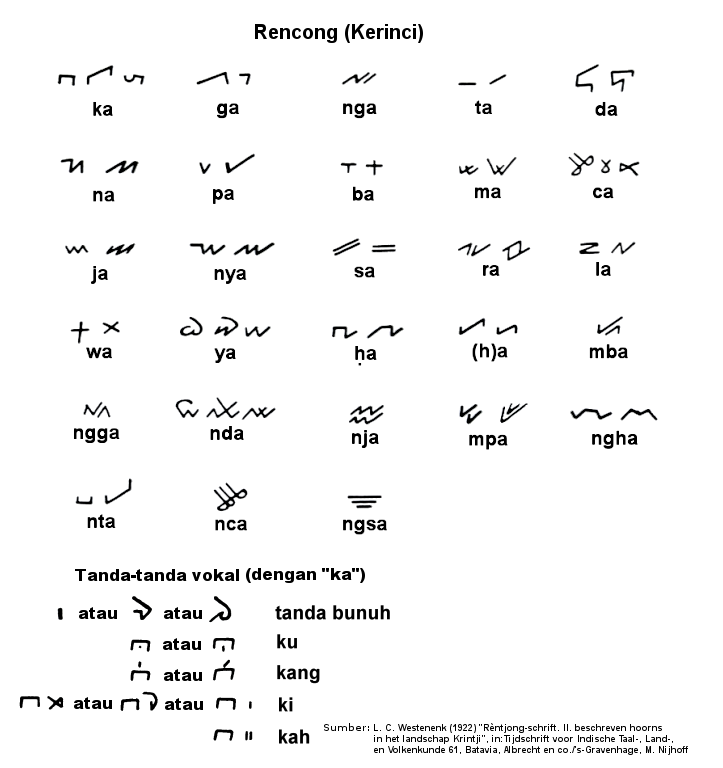
L’alphabet rencong de Kerinci

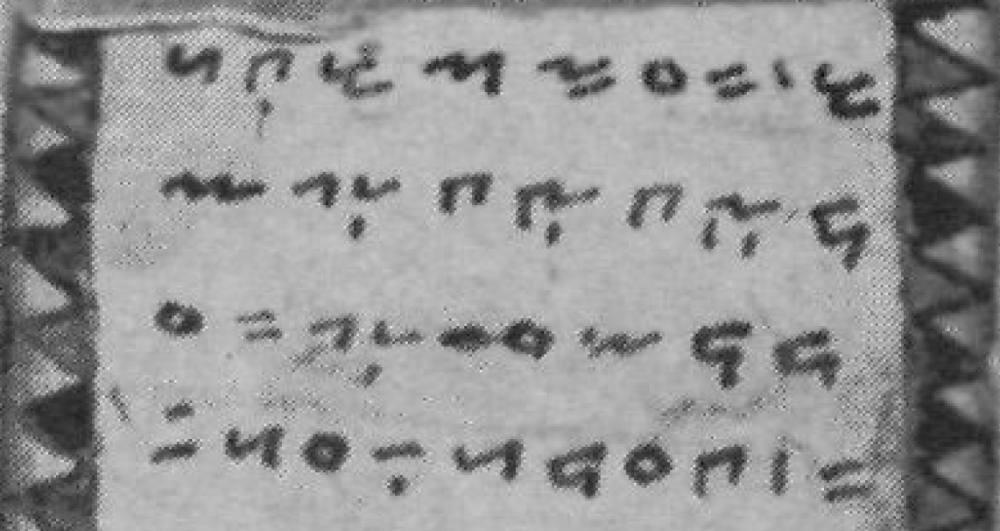
Manuscrit rencong

L’écriture rencong, ou incung, est un alphasyllabaire qui était utilisé dans la partie méridionale de l’île indonésienne de Sumatra, dans les régions de Bengkulu, Jambi et Palembang, et peut-être en pays Minangkabau. À partir du XVIIIe siècle, elle fut progressivement remplacée par le jawi, une adaptation de l’alphabet arabe à la langue malaise.
Cet alphabet semble d’origine brahmique. Il est apparenté à l’alphabet batak.
Les textes en rencong connus sont écrits sur écorce d'arbre, lamelles de bambou, corne et feuille de palmier lontar.
Le manuscrit ci-dessus a été trouvé en 1892 à Kota Kapur sur l’île de Bangka.